# Indywidualne Mistrzostwa Polski w Zapasach 1972

## Mistrzostwa Polski w Zapasach1972

### Mężczyźni
- styl wolny

25. Mistrzostwa Polski – x – x 1972, Rzeszów
- styl klasyczny

42. Mistrzostwa Polski – x – x 1972, Wałbrzych

## Medaliści

### Mężczyźni

#### Styl wolny
| Kategoria:   | Złoto:                             | Srebro:                                 | Brąz:                                   |
| 48 kg        | Tadeusz Kudelski Gwardia Warszawa  | Edward Worek Stal Rzeszów               | Józef Kotowicz Górnik Zabrze            |
| 52 kg        | Władysław Stecyk Grunwald Poznań   | Andrzej Kudelski Gwardia Warszawa       | Wiesław Kończak Lotnik Wrocław          |
| 57 kg        | Marek Misiak Boruta Zgierz         | Lesław Kropp Boruta Zgierz              | Józef Grzyb MKS Dąbrowa Górnicza        |
| 62 kg        | Andrzej Kowalski Skra Warszawa     | Zbigniew Żedzicki GKS Tychy             | Zdzisław Stolarski Rzemieślnik Warszawa |
| 68 kg        | Włodzimierz Cieślak Boruta Zgierz  | Zygmunt Kudelski Gwardia Warszawa       | Waldemar Dąsal Lotnik Wrocław           |
| 74 kg        | Stanisław Antkowicz Stal Rzeszów   | Michał Busse Gwardia Warszawa           | Józef Durski Lotnik Wrocław             |
| 82 kg        | Jan Wypiorczyk Budowlani Łódź      | Zygmunt Patoleta Gwardia Warszawa       | Tadeusz Wasiak Budowlani Łódź           |
| 90 kg        | Paweł Kurczewski Budowlani Łódź    | Witold Ciemierz GKS Tychy               | Ryszard Czekała Grunwald Poznań         |
| 100 kg       | Stefan Kiełbowski Gwardia Warszawa | Witold Chechliński Rzemieślnik Warszawa | Czesław Witkowski Budowlani Łódź        |
| ponad 100 kg | Ryszard Długosz Stal Rzeszów       | Wiesław Bocheński Gwardia Warszawa      | Mirosław Pikierski Boruta Zgierz        |

#### Styl klasyczny
| Kategoria:   | Złoto:                                     | Srebro:                                   | Brąz:                                    |
| 48 kg        | Marian Dykier Cybina Poznań                | Aleksander Zajączkowski Unia Racibórz     | Ryszard Świerad Wisłoka Stomil Dębica    |
| 52 kg        | Ryszard Kuśmierz Zagłębie Wałbrzych        | Jerzy Jaroszek Unia Racibórz              | Jerzy Bujak Gwardia Warszawa             |
| 57 kg        | Janusz Marciniak Zagłębie Wałbrzych        | Józef Wojciechowski Wisłoka Stomil Dębica | Aleksander Sznicer Pafawag Wrocław       |
| 62 kg        | Józef Lipień Wisłoka Stomil Dębica         | Kazimierz Lipień Wisłoka Stomil Dębica    | Jerzy Sznicer Pafawag Wrocław            |
| 68 kg        | Andrzej Supron GKS Katowice                | Tadeusz Malinowski Siła Mysłowice         | Ludwik Romański Gwardia Warszawa         |
| 74 kg        | Ryszard Rybka Zagłębie Wałbrzych           | Andrzej Franas Pafawag Wrocław            | Andrzej Ersetic Unia Racibórz            |
| 82 kg        | Marian Czardybon Siła Mysłowice            | Antoni Masternak GKS Katowice             | Edward Kasperowicz Wisłoka Stomil Dębica |
| 90 kg        | Aleksander Bąk Gwardia Warszawa            | Czesław Kwieciński Siła Mysłowice         | Włodzimierz Smoliński Legia Warszawa     |
| 100 kg       | Andrzej Skrzydlewski Wisłoka Stomil Dębica | Henryk Bierła GKS Katowice                | Kazimierz Pryczkowski Spójnia Gdańsk     |
| ponad 100 kg | Marek Galiński Pafawag Wrocław             | Edward Wojda Spójnia Gdańsk               | Alfons Kamiński ???                      |